# Rūta Meilutytė
Rūta Meilutytė (* 19. března 1997, Kaunas) je litevská plavkyně, několikanásobná rekordmanka v plavání, evropská a olympijská rekordmanka.

## Životopis
Narodila se v Kaunasu, momentálně bydlí v Plymouthu, v Jihozápadní Anglii. První její trenér byl Giedrius Martinionis, nynější je Jon Rudd. V roce 2010 se se dvěma bratry odstěhovala do Plymouthu za svým emigrovavším otcem, který zde našel zaměstnání. Její matka zemřela na následky autohavárie, když jí byly 4 roky. Počátek kariéry: roku 2004 v plaveckém bazénu v kaunaské čtvrti Šilainiai. Do Anglie Rūta Meilutytė neodcestovala ze sportovních důvodů, ale z ekonomických a rodinných. Její otec Saulius Meilutis, který se do Anglie přestěhoval již dříve, chtěl, aby Rūta vyrůstala s ním a před jejím příjezdem se postaral o dobré podmínky k tréninku. V Anglii se rodina usadila jen dočasně, dokud se nevyřeší finanční situace. V Plymouthu trénuje v plaveckém klubu Plymouth Leander.
V roce 2011 vybojovala zlatou medaili v plavání na 100 m prsa, stříbro ve volném stylu na 50 m, a bronz ve volném stylu na 100 m na evropském olympijském festivalu juniorů. V témže roce Meilutytė splnila OQT normu, což jí zajistilo start na LOH 2012. V roce 2013 se Ruta kvalifikovala i na mistrovství světa v plavání a v semifinále na 100 metrů prsa vytvořila nový světový rekord o hodnotě 1:04,35, který vylepšila 29. července o 10 setin sekundy.